# Hydrolagus africanus
Hydrolagus africanus är en broskfiskart som först beskrevs av John Dow Fisher Gilchrist 1922.  Hydrolagus africanus ingår i släktet Hydrolagus och familjen havsmusfiskar. IUCN kategoriserar arten globalt som otillräckligt studerad. Inga underarter finns listade i Catalogue of Life.
Arten förekommer i havet kring södra Afrika från Kenya över Sydafrika till Namibia. Den vistas vanligen i regioner som ligger 430 till 750 meter under havsytan och den registrerades vid ett djup av 1300 meter.
Kroppslängden (huvud och bål) är upp till 47 cm och med stjärtfenans utskott blir arten ibland 98 cm lång.